# Sesbania virgata
Sesbania virgata là một loài thực vật có hoa trong họ Đậu. Loài này được (Cav.) Pers. miêu tả khoa học đầu tiên.